# 長井市立図書館
長井市立図書館（ながいしりつとしょかん）は、山形県長井市本町にある、複合施設『長井市遊びと学びの交流施設 くるんと』内に併設された公共図書館である。

## 概要
白つつじ公園（松ヶ池公園）内に昭和５６年５月に建設。延床面積、822.6 ㎡（開架書庫：242.77 ㎡、閉架書庫：63.36 ㎡）
市から2006年度に図書館業務の業務委託、2009年度から指定管理者となったデーシーエスが市立図書館の運営を手掛ける。
2023年に「みる・知る・交わる「市民の拠点」～しあわせなまちづくりを支える多機能型図書館～ 」を理念に抱え、室内遊技場、外公園、子育て支援施設、カフェを備えた複合施設『長井市遊びと学びの交流施設 くるんと』へ移転。指定管理者はアウデオSAD株式会社。

## 施設利用・サービス
貸出サービス
貸出サービスは、利用者カードをもっている人を対象に行なっている。利用者カードは、長井市内に在住・通勤・通学する人、置賜地方の市町に住所を有する方に交付されている。貸出点数とその日数は、図書資料が10冊・2週間（一部の新刊は１週間）雑誌が2冊まで・2週間、AV（視聴覚）資料は一般の利用カードで3巻・2週間となっている。
ブラウンジング・ITコーナー
館内に点在するテーブル席やソファー席で新聞、雑誌を閲覧できる。
ITコーナーでは館内にあるDVD、CDの視聴や、インターネットを利用できる。
移動図書館「いなほ号」。
市内の小学校、保育施設約20箇所を巡回している。積載冊数はおよそ4千冊。
開館時間
平日、日曜、祝日 10:00～19:00 ※祝日の前日の日曜日は20:00まで
土曜日 10:00～20:00
休館日
第2、第4火曜日（祝日の場合は翌水曜日休館）
1月1日
特別整理日

## 施設概要
- 一般書コーナー
- 児童書コーナー
- ティーンズコーナー
- ブラウンジング・ITコーナー
- レファレンスコーナー
- おはなしコーナー
- OPAC（検索機）
- 自動貸出機
- コワーキングコーナー
- 郷土資料コーナー
- 学習室兼視聴覚室
- ボランティア室